# サウス・コブリン
ウェルダン・サウス・コブリン（Weldon South Coblin、1944年生まれ）は、アメリカ合衆国の言語学者。
中国名は柯蔚南(Kē Wèinán)。中国語音韻史研究やシナ・チベット語族の比較言語学で知られる。

## 生涯
コブリンはワシントン大学で李方桂に学んだ。1967年に同大学を卒業し、1972年に『爾雅』の研究で博士号を取得した。1973年よりアイオワ大学の助教、1978年に准教授を経て、1985年に教授に就任した。

## 主な著作
- A Handbook of Eastern Han Sound Glosses. The Chinese University Press. (1983)

漢代の音韻を知るための多くの資料（許慎・鄭玄などの音注、声訓、古い仏典の音訳語など）を集成した。
- A Sinologist's Handlist of Sino-Tibetan Lexical Correspondences. Monumenta Serica Monograph Series. 18. Nettetal. (1986)

李方桂の上古音とポール・K・ベネディクトのチベット・ビルマ祖語を比較して、音対応の規則を調べた。
- A Study of the Old Tibetan Inscriptions（古代西蔵碑文研究）. 中央研究院歴史語言研究所. (1987)

李方桂と共著。吐蕃の碑文の研究。
- Studies in Old Northwest Chinese. Journal of Chinese Linguistics Monograph Series. 4. Project on Linguistic Analysis, University of California. (1991)
- A Compendium of Phonetics in Northwest Chinese. Journal of Chinese Linguistics Monograph Series. 7. Project on Linguistic Analysis, University of California. (1994)
- A Handbook of 'Phags-pa Chinese. University of Hawaii Press. (2006)

コブリンは江淮官話や湘語の歴史的研究を行っている。ジェリー・ノーマンとともに、中国語の歴史的研究を諸方言の比較によって行うべきであると主張した。
- Comparative Phonology of the Huáng-Xiào Dialects. 語言暨語言学専刊. 中央研究院語言学研究所. (2005)
- Comparative Phonology of the Central Xiāng Dialects. 語言暨語言学専刊. 45. 中央研究院語言学研究所. (2011)